# Kristina av Sachsen
Kristina av Sachsen, född 24 december 1461 i Torgau i Sachsen, död 8 december 1521 i Odense var dansk drottning 1481–1513, norsk drottning 1483–1513 samt drottning av Sverige 1497–1501. Hon var gift med kung Hans av Danmark, som i Sverige regerade under namnet Johan II.

## Biografi
Kristina av Sachsen föddes som dotter till kurfursten Ernst av Sachsen och prinsessan Elisabeth av Bayern och gifte sig med Hans av Oldenburg, senare kung av Danmark. Vigseln ägde rum den 6 september 1478 i Köpenhamn när Kristina var sjutton år.
När Hans far, Kristian I, dog i maj 1481 blev Hans kung av Danmark. Efter kröningen den 18 maj 1483 valdes Hans också till kung av Norge. Han blev år 1497 även kung av Sverige efter en lång tids kamp mot Sten Sture den äldre. Som gåva för sitt svenska drottningskap fick hon Örebro slott med Närke och Värmland. Hans svenska kunganamn var Johan II. 
I augusti 1501 startade Sten Sture ett uppror mot danskarna och kungen for hem till Danmark, med löfte om att komma med förstärkningar. Kristina lämnades kvar i Stockholm med uppdraget att hålla stånd mot de överlägsna upprorsstyrkorna. När striderna riktades mot Stockholm, fick hon ta kommandot för försvaret och lyckades med knappa resurser hålla stånd i sju månader, under hösten, vintern och våren. I maj 1502 blev hon tvungen att ge upp. Då stod bara ett tiotal av hennes soldater fortfarande på benen. Till hennes stora besvikelse kom den danska flottan med både trupper och ammunition dagarna efter kapitulationen då det redan var för sent. Kristina hölls i svensk fångenskap i ett år och sju månader innan hon frigavs vid Hallandsgränsen. (Se Stockholms dagtingan)
Kung Hans dog 1513 och Kristina tillbringade nästan hela sitt resterande liv på änkegodsen Næsbyhoved utanför Odense. Hon begravdes i Sankt Knuds kirke i samma stad. Där finns hon också som skulptur, i en grupp av den samtida nordtyske skulptören Claus Berg, som sökt sig till Norden på grund av just Kristinas konstintresse.

## Barn
1. Johan, född c. 1479, död som barn[2]
2. Ernst, född c . 1480, död som barn[2]
3. Kristian II, född 1481, död 1559, kung av Danmark, Norge och Sverige
4. Jakob, född 1482, död 1566 i Tarecuato, Mexiko[3]
5. Elisabet av Oldenburg, född 1485, död 1555, gift med kurfurst Joakim I av Brandenburg
6. Frans, född 1497, död 1511